# Tuscaloosa, Alabama
Tuscaloosa là một thành phố ở trung tâm phía Tây của tiểu bang Alabama, Hoa Kỳ. Nằm bên sông Black Warrior, Tuscaloosa là thành phố lớn thứ năm của tiểu bang Alabama với dân số 83052 người [theo ước tính của cục điều tra dân số của Hoa Kỳ 2006 (US Census Bureau)]. Tuscaloosa có tên sau khi thủ lĩnh người Tukaloosa tên là Choctaw (nghĩa là Black Warrior), người đã đánh bại Hernando de Soto trong trận đánh ở Mauvila vào năm 1540.
Tuscaloosa cũng là trung tâm của ngành công nghiệp, thương mại, y tế, và giáo dục. Tuscaloosa đã thu hút sự chú ý của quốc tế khi hãng xe hơi lớn là Mercedes-Benz đã thông báo sẽ xây dựng các nhà máy lắp ráp ô tô đầu tiên ở Bắc Mỹ. Tuy nhiên, các trường đại học ở Tucaloosa vẫn còn chi phối về kinh tế và văn hóa của thành phố.
Quận Tuscaloosa nằm cạnh quận Greene, và quận Hale, có các thị trấn nằm rải rác ở xung quanh tạo cho thành phố Tuscaloosa trở thành một trung tâm lớn của tiểu bang Alabama.

## Địa lý và khí hậu
Theo US Census Bureau, Tuscaloosa có tổng diện tích 66,7 dặm vuông (172,8 km ²), trong đó, 56,2 dặm vuông (145,7 km ²) của nó là đất và 10,5 dặm vuông (27,1 km ²) của nó (15,68%) là nước. Hầu hết các nước trong phạm vi thành phố được giới hạn trong hồ Tuscaloosa và sông Black Warrior.

## Nhân khẩu
Theo sự điều tra dân số vào năm 2000 đã có 77906 người, 31381 và 16945 hộ gia đình cư trong thành phố. Mật độ dân số 1385,2 người dân trong một mile (534.8/km ²). Đã có 34857 mật độ trung bình đơn vị nhà 619.8/sq mi (239.3/km ²). Các chủng tộc sống ở thành phố là 54,09% người da trắng, 42,73% người da đen, 0,16% người Mỹ bản xứ, 1,49% người Á Đông, 0,02% người ở đảo Thái Bình Dương, 0,63% từ các chủng tộc khác, và 0,87% người chủng tộc khác. 1,40% dân số là gốc Tây Ban Nha hay La tinh.
Có 31381 hộ gia đình, trong đó có 23,9% trẻ em dưới 18 tuổi sống chung với họ, 35,0% các cặp vợ chồng đã lập gia đình sống chung với nhau, đã có 15,7% là phụ nữ già mà không có người chồng hiện tại, và 46,0% không lập gia đình. 35,2% hộ gia đình đã được tạo bởi các cá nhân và 9,3% đang sống một mình và đã trên 65 tuổi.
Thu nhập thấp nhất của một hộ gia đình là $27731, và thu nhập của một hộ gia đình cao nhất là $41753. Nam giới có thu nhập cao hơn (31614 dollar) so với nữ (24507 dollar). Thu nhập bình quân đầu người của thành phố là $19.129. Có 14,2% hộ gia đình và 23,6% dân số là dưới chuẩn nghèo, trong đó có 25,3% là những người dưới độ tuổi 18 và 13,4% là những người 65 tuổi và có những trường hợp khác.

## Chính phủ và chính trị
Thị trưởng điều hành các hoạt động của thành phố, bao gồm giám sát các sở các ban, ngành thành phố.
Hội đồng thành phố là một cơ quan lập pháp xem xét qua chính sách và pháp luật. Các hội đồng thành phố cũng vượt qua các ngân sách cho thị trưởng phê duyệt. Bất cứ giải quyết thông qua các hội đồng thành phố đều bị pháp luật ràng buộc. Phần lớn các công việc trong hội đồng bởi được thực hiện của ủy ban, ủy ban thường bao gồm một Chủ tịch, hai thành viên khác của hội đồng thành phố.